# Magdalena Lauritsch

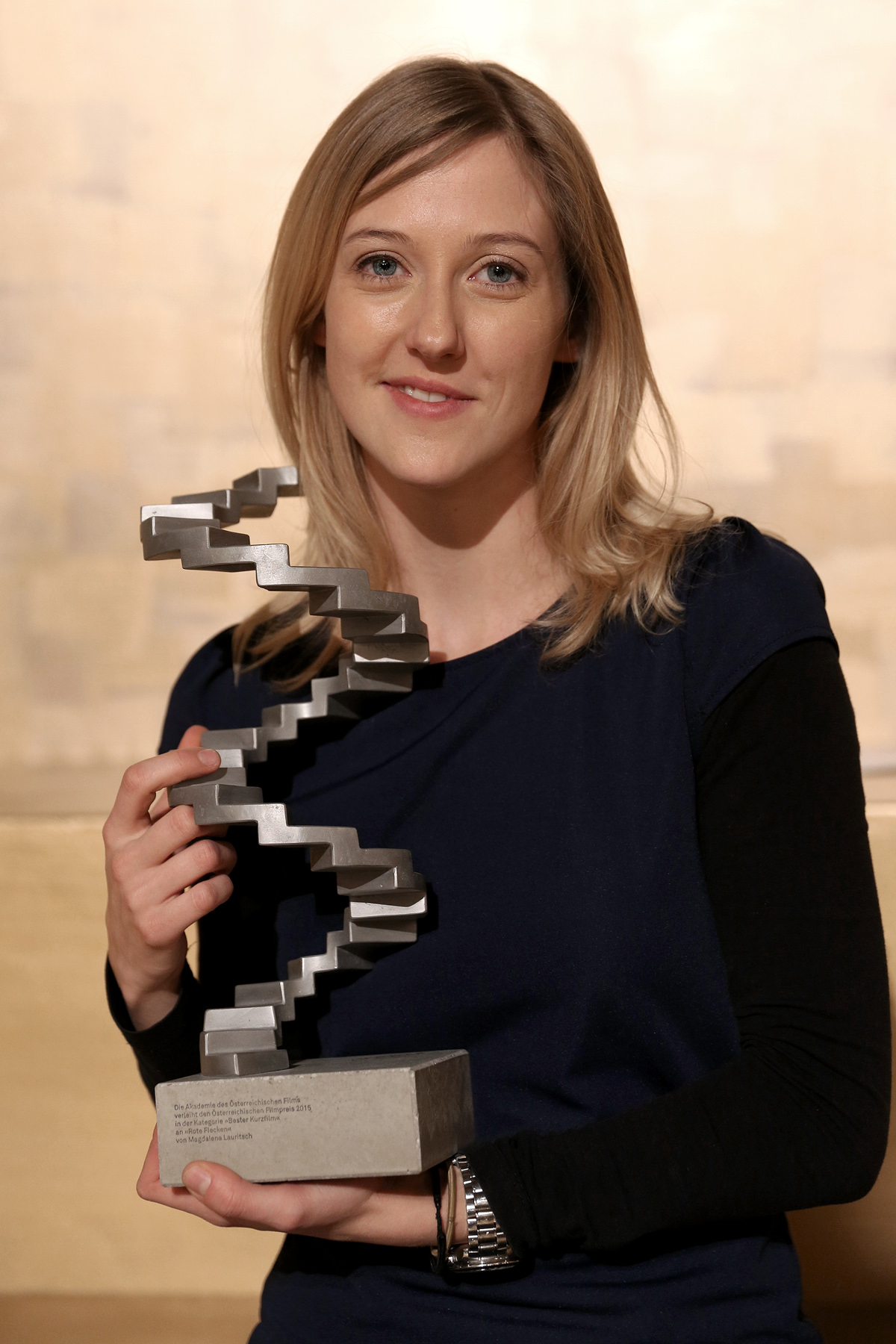
Leni Lauritsch (2015)

Magdalena „Leni“ Lauritsch (* 1988 in Sankt Veit an der Glan) ist eine österreichische Filmregisseurin und Drehbuchautorin.

## Leben
Magdalena Lauritsch stammt aus Treibach-Althofen in Kärnten. Sie studierte ab 2007 an der Filmakademie Wien der Universität für Musik und darstellende Kunst Wien Kamera und Bildtechnik bei Wolfgang Thaler und ab 2009 Regie bei Peter Patzak. Beide Studien schloss sie 2014 mit dem Bakkalaureat ab. 2017 begann sie ein Masterstudium an der Filmakademie.
Ihr Kurzfilm Rote Flecken erhielt beim 35. Filmfestival Max Ophüls Preis ein lobende Erwähnung und wurde mit 2015 dem Österreichischen Filmpreis als bester Kurzfilm ausgezeichnet. Im Rahmen der Kulturpreisverleihung des Landes Kärnten 2015 erhielt sie den Förderungspreis für elektronische Medien, Fotografie und Film.
Ihr Langfilmdebüt gab sie mit dem Ende 2020 gedrehten Science-Fiction- und Weltraumfilm Rubikon mit Julia Franz Richter, zu dem sie gemeinsam mit Jessica Lind das Drehbuch schrieb.

## Filmografie (Auswahl)
- 2009: Masken Masken (Kurzfilm, Regie und Drehbuch)
- 2013: Rote Flecken (Kurzfilm, Regie und Drehbuch)
- 2012: Clara Sehen (Kurzfilm, Regie und Drehbuch)
- 2015: Clinch (Kurzfilm, Regie und Drehbuch)
- 2020: Wir liefern ein Lächeln (Kurzfilm, Regie und Drehbuch)
- 2022: Rubikon (Regie und Drehbuch)

## Auszeichnungen und Nominierungen (Auswahl)
- 2014: Filmfestival Max Ophüls Preis – Lobende Erwähnung für Rote Flecken[9][10]
- 2014: Shortynale – Bester österreichischer Kurzfilm für Rote Flecken[9]
- 2015: Österreichischer Filmpreis 2015 – Auszeichnung in der Kategorie Bester Kurzfilm für Rote Flecken[9][11]
- 2015: Kärntner Kulturpreis 2015 – Förderungspreis für elektronische Medien, Fotografie und Film[5][9]
- 2022: Wiener Filmpreis – Spezialpreis der Jury für Rubikon[13]
- 2023: Romyverleihung 2023 – Nominierung in der Kategorie Bestes Drehbuch Kino für Rubikon[14]